# Achillas z Aleksandrii
Achillas (zm. 313) – święty, nauczyciel i biskup Aleksandrii.
Był nauczycielem w szkole katechetycznej w Aleksandrii. Po śmierci biskupa Piotra I Aleksandryjskiego w 311 r. zasiadł jako jego następca na stolicy biskupiej. Według relacji św. Atanazego Wielkiego był przeciwnikiem melecjan, a zdaniem Sozomenosa miał wyświęcić na kapłana Ariusza, choć ten był ekskomunikowany przez poprzednich biskupów.
Jako święty Kościoła katolickiego wspominany jest 7 listopada.